# Abdij van Furness
De Abdij van Furness is een ruïne en beschermd monument op het schiereiland Furness in Noordwest-Engeland, heden ten dage in het graafschap Cumbria gelegen, doch vroeger tot Lancashire behorend. Ze was een cisterciënzerabdij die vier eeuwen lang, na Fountains Abbey in Ripon, de machtigste van Engeland was. Stichter was de latere koning Stefanus van Engeland in de 11de eeuw; de abdij werd onder Hendrik VIII in 1537 opgeheven, waarna ze langzamerhand verkommerde. Tijdens haar hoogtijdagen in de 13de en 14de eeuw had Furness Abbey vijf abdijen in Ierland onder haar gezag en dreef ze handel met Vlaanderen. Ze bestaat echter reeds langer als ruïne dan als in gebruik zijnde abdij en werd node herhaaldelijk ondersteund omdat er scheuren in de wanden ontdekt waren; de rode zandsteen waaruit ze werd opgetrokken is relatief kwetsbaar, en in 2009 werd ontdekt dat de restanten van de centrale kerk op instorten stonden. Hierdoor moet de ruïne tijdelijk met stalen constructies worden gestut. De abdij wordt beheerd door English Heritage.

## Overzicht
De Abdij van Furness is gesitueerd op een schiereiland in Morecambe Bay in de zogenaamde Vallei van de nachtschade, ten zuiden van Dalton-in-Furness. Dit is een geïsoleerde locatie, die echter wel goede verbindingen over de Ierse Zee naar Ierland en het eiland Man biedt. Wanneer men de heuvel zuidwaarts tot aan de zee afdaalt, komt men in wat heden ten dage de stad Barrow-in-Furness is; deze haven is goed beschermd door Walney Island dat vóór de kust ligt. De abdij lag aan een beekje. De locatie was dus weloverwogen: men lag zowel beschut tussen de heuvels, vlak bij de zee als met toegang tot zoet water.

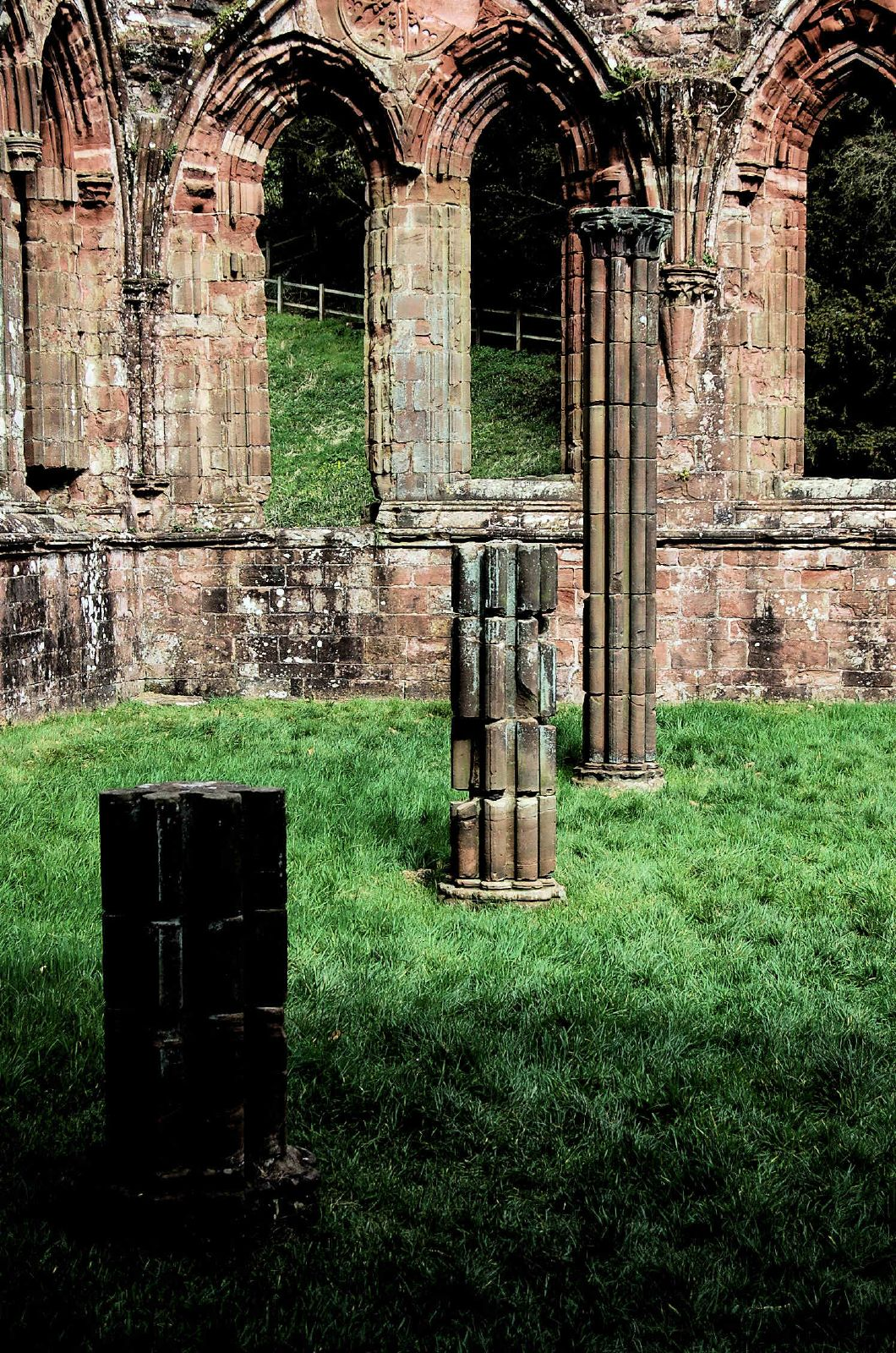
Binnen in de kapittelzaal

In de vroegste fase, medio 12de eeuw, werd een aanvang met de bouw van een kerk voor Maria genomen. Door toedoen van de bijzondere ligging tussen de heuvelflanken werd de ingang van het domein aan de noordkant gekozen, hetgeen ongebruikelijk was (men betrad een abdij normaliter vanuit het westen). De oudste delen van de kerk zijn nog in de romaanse stijl gebouwd en sommige bogen werden later hergebruikt bij ombouwwerkzaamheden, terwijl de rest in een gotische stijl werd omgebouwd. In deze vroege fase werd aan de westzijde van de kerk eveneens een overdekte gang met gebouwen voor de lekenbroeders gebouwd en aan de oostelijke zijde een langgerekte latrine over de beek. Van de gebouwen aan de westelijke kant van het terrein is het minst bewaard, en hier zijn meestal enkel nog de fundamenten te zien. Ook van het klooster en refectorium zijn louter nog de lijnen van de muren in het gras bespeurbaar.

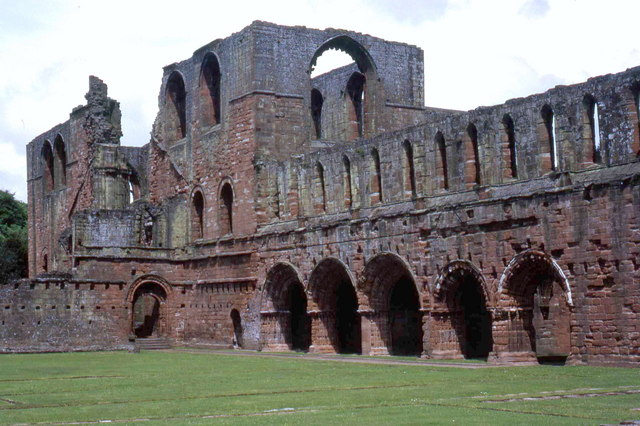
De lange oostelijke zaal

In de vroege 13de eeuw werd aan de zuidelijke rand van de kerk een kapittelzaal met zes zuilen gebouwd, alwaar de abt voor speciale aangelegenheden zetelde. In deze zaal lagen wellicht grafstenen van voorgaande abten op de vloer. Er werden er weliswaar geen ter plekke aangetroffen, doch elders op het terrein wel, en enkele van deze zerken bevinden zich thans in het bezoekerscentrum. Belendend ten opzichte van de kapittelzaal werd een lange overdekte zaal met twee verdiepingen gebouwd; op de onderste verdieping bevonden zich werkateliers en een bibliotheek, terwijl de monniken op de bovenverdieping hun slaapkwartieren hadden. Vanuit het centrale refectorium, waarin zich tevens een verwarmingkamertje voor de winter bevond, leidde een trap naar de slaapzaal omhoog. De restanten van deze trap vallen nog in de muur van het gebouw te zien, al is de vloer van de bovenverdieping verdwenen. In de loop van de dertiende eeuw werd deze zaal uitgebreid tot een lengte van twaalf zuilen. Eveneens in het midden van de 13de eeuw werd ten zuidoosten van de abdij een huis voor de abt gebouwd; ook dit had twee verdiepingen en een eigen latrine boven een beekje. In de muur aan weerszijden van het huis zit een steen met een opening in de vorm van een klaverblad. Het huis bezat een wenteltrap, waarvan nog enkele treden overblijven. Later in de 14de eeuw werden drie zuilen vóór het huis van de abt geplaatst, waarvan evenwel nog slechts fragmenten zijn bewaard.

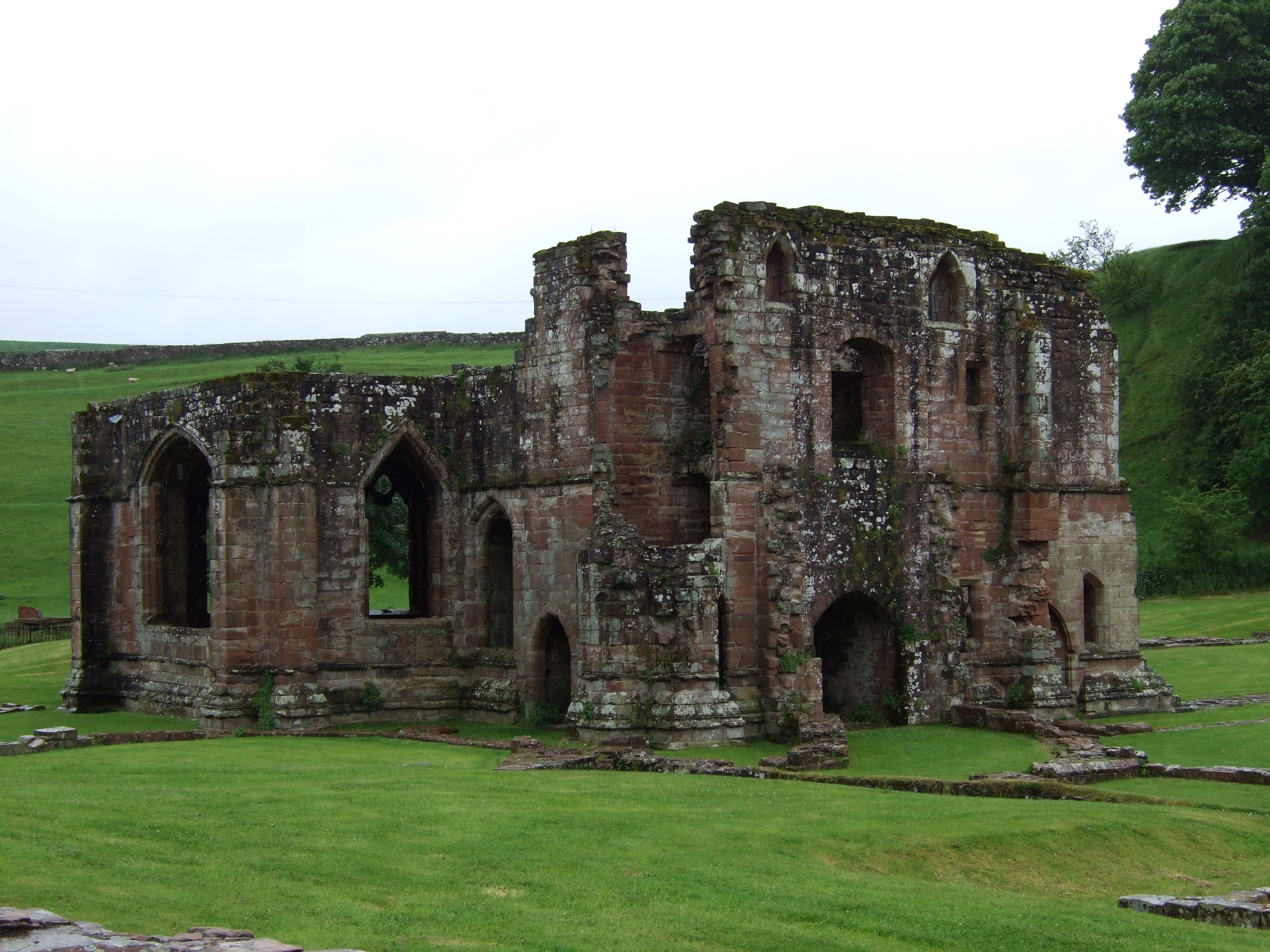
Resten van het hospitaal

Ten zuiden van de abdij werd in de late 13de eeuw een hospitaal voor oude en zieke monniken gebouwd met een voorraadkamer en kapel. Naast dit gebouw werd eveneens een losstaande, achthoekige keuken opgetrokken, die boven de waterloop werd geplaatst, zodat afval dadelijk weggegooid kon worden. In een van de buitenste pijlers van de kapel zit een steen in de vorm van een grotesk hoofd. Een rechthoekig gebouwtje ten noorden van deze keuken en ten westen van het huis van de abt dateert uit de 15de of 16de eeuw en was vermoedelijk een misericorde waarin, na de versoepeling van de Regula Benedicti, vlees gegeten mocht worden.
De oostflank van het terrein van de Furness Abbey wordt door steile kliffen gevormd, en het huis van de abt werd dan ook gedeeltelijk uit de rotsen gehouwen. Ten noordoosten van de kerk lag de begraafplaats met een muur en een poorthuis, dewelke beide uit de 14de eeuw stammen. Ten noorden hiervan werd een huis voor gasten gebouwd, waaraan na 1540 nog een stal werd toegevoegd. Benoorden dit hele complex ligt dan nog een groter poorthuis met belendende kapel, waarvan de zitbanken in de wanden bewaard zijn. Dit grote poorthuis bezat een boog over de weg, waaraan de poort tot het terrein bevestigd was. Deze boog is gereconstrueerd en loopt thans over de openbare weg die naar de abdij leidt; zodoende is het toegangstraject naar de abdij heden ten dage weer exact dezelfde als in de 14de eeuw. Tussen het oostelijke gedeelte van de kerkhofmuur en het gastenhuis werden sporen van een rechthoekig gebouw met onbekende functie aangetroffen. Een portiek aan het westelijke uiteinde van de muur bevat trappen die in het noordelijke transept van de kerk naar binnen leiden.

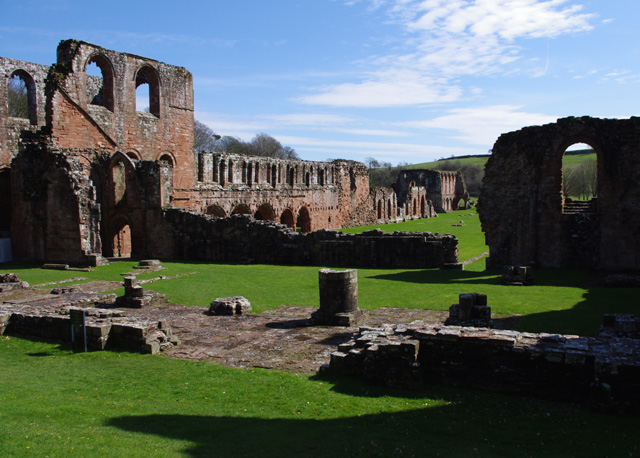
Overblijfselen van het schip

Van de centrale kerk is vooral het hoogste stuk bewaard, met het transept, de sedilia, het presbyterium, de sacristie en de kapellen aan weerszijden. Het schip is grotendeels verdwenen, al blijven nog stukken van zuilen over, alsmede enkele trappen. Omstreeks de eeuwwisseling van de 15de naar de 16de eeuw werd de noordzijde van het kerkterrein uitgebreid met de westelijke toren. De ruïnes van deze toren zijn nog steeds circa 60 voet hoog en reikten indertijd wellicht tot 160 voet. Het zuidelijke transept van de kerk bezat nachttrappen voor de monniken; deze leidden over de kapittelzaal naar boven tot hun slaapvertrekken. Parallel hiermee bevonden zich aan het westelijke uiteinde van het schip nachttrappen voor de lekenbroeders, die eveneens nachtelijke missen bijwoonden.
Ten noordwesten van de kerk bevindt zich een hut uit de 19de eeuw. Hierin woonde de suppoost van de abdij, toen deze reeds een toeristische attractie was geworden.

## Evolutie van de abdij
De geschiedenis van de Abdij van Furness vertoont betrekkelijk veel hiaten, daar de meeste documenten aangaande de middeleeuwse ontwikkeling ervan verloren zijn gegaan na de grootschalige opheffing van Engelse abdijen onder Hendrik VIII in de jaren 1530. Dientengevolge is er veel meer bekend omtrent wat er gebeurde nadat de abdij reeds een ruïne was geworden, dan hoe het alledaagse reilen en zeilen eraan toeging toen de abdij nog in gebruik was. Ze schijnt een voor die tijd ongewone autonomie te hebben genoten, die wellicht mede veroorzaakt werd door haar afgelegen ligging en die zich uitte in het beheer van meerdere dochterabdijen in Engeland, Schotland en Ierland. De Abdij van Furness oefende in de loop van haar bestaan namelijk gezag uit over andere abdijen te:
- Swineshead (Engeland)
- Calder (Engeland)
- Saddell (Schotland)
- Rushen (Man)
- Corcomroe (Ierland)
- Abington (Ierland)
- Fermoy (Ierland)
- Inis Leamhnachta (Ierland)
- Baltinglass (Ierland)

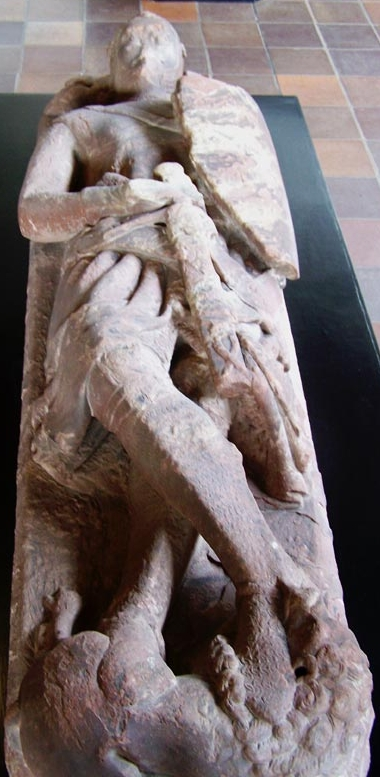
Grafsteen uit Furness Abbey, 13de eeuw

Ook bezat de abdij grote landerijen; het gehele schiereiland Furness alsmede Cartmel en Coupland, met de estuaria van de Duddon, de Leven en de Crake, alsook de eilanden van Barrow stonden onder haar autoriteit. Op Piel Island kreeg de abt van de abdij in 1327 toestemming van Edward III om een verblijf aldaar te versterken; dit werd bekend als Piel Castle. Stephanus, die later koning van Engeland zou worden, nodigde in 1124 enkele monniken van de orde van Savigny uit om zich te vestigen te Tulkeith in Lancashire; deze site zou na drie jaar verlaten worden ten faveure van Furness. De eerste abt was ene Ewen d’Avranches, over wie verder overigens niets bekend is. De orde van Savigny werd in 1147 geleidelijk aan in die van de cisterciënzers opgenomen; zij stonden ook als ‘witte monniken’ bekend, aangezien ze ongeverfde pijen droegen. Toenmalige abt Peter van York verzette zich nog enige tijd tegen de fusie, doch vanaf 1150 was de Abdij van Furness officieel onderdeel van de cisterciënzenorde. De dochterabdij te Calder werd in 1137 door de Schotten aangevallen, waarop de monniken terug naar Furness vluchtten: desalniettemin weigerden de monniken in Furness hen binnen te laten. In 1142 werd de abdij van Calder zodoende herbouwd.
In 1316 viel Robert the Bruce het schiereiland Furness binnen en plunderde het grotendeels. In 1322, bij een nieuwe aanval, besloot abt John Cockerham hem echter persoonlijk op de abdij te ontvangen. Hij betaalde de koning een som geld, op voorwaarde dat die Furness niet meer zou lastigvallen. De vrede leidde tot een uitbreiding van de macht van de abdij: Piel Castle werd verder uitgebouwd en de abt kreeg de bevoegdheid om als schout op te treden en de onderzoeksrechter te benoemen. In deze periode lieten notabelen uit de streek, die de orde financieel hadden gesteund, zich in de abdij begraven.
De 14de eeuw was een periode van talloze rampen zoals hongersnood en de zwarte dood, die een zware financiële last voor de cisterciënzenorde inhielden. Als reactie hierop werd het aantal lekenbroeders drastisch teruggeschroefd, en de 15de eeuw werd gekenmerkt door een verdere inkrimping van het aantal monniken; in de laatste decennia van haar bestaan boette de abdij danig aan invloed en prestige in. Ook leken mochten nu tussen de monniken verblijven, en de koning liet hen geregeld op het lastenboek van de abdij inschrijven. Er ontstonden tevens interne machtsstrubbelingen, waarbij de ene abt de andere afzette en vervolgens weer uit die positie werd verstoten. In 1516 werd abt Alexander Banke door de plaatselijke bewoner William Case uit het gehucht Sellergarth voor de rechtbank gesleept omdat hij met een bende monniken huizen had vernield teneinde er graasgrond voor schapen van te maken.
De laatste abt van de Abdij van Furness was Roger Pyle. Met zijn prior en 28 andere monniken ondertekende hij op 9 april 1537 de officiële opheffingsakte. Spoedig daarna begonnen ze zelf met de ontmanteling van de abdij. Het huis van de abt werd de nieuwe woonst van de schout, Sir John Lamplieu. De abdij kwam achtereenvolgens in het bezit van de familie Preston, Lowther en Cavendish. Eind 18de eeuw was het terrein in wezen tot een boerderij gereduceerd.
Vanaf de romantische periode kwam de Abdij van Furness in zwang als toeristische bestemming. Ann Radcliffe en William Wordsworth bezochten beiden de ruïne, en diverse kunstenaars, onder wie William Gilpin en William Turner, maakten schetsen van de abdij en omgeving. Vanaf circa 1845 begonnen reisgidsen de abdij op te nemen, en met de uitbouw van de Furness Railway kwam het toerisme op gang in wat voorheen een relatief onbekende streek was.
Begin 20ste eeuw werd het eerste ernstige archeologische onderzoek naar de abdij uitgevoerd. Er werd in 1920 ontdekt dat het noordelijke transept van de kerk verregaande barsten vertoonde. Bij opgravingen onder de muur bleek dat het fundament uit balken van eikenhout bestond, dat in de loop der eeuwen was weggerot. Dit vereiste de eerste versteviging van de ruïne. De wildgroei van klimop en onkruid werd verwijderd, opdat de overblijfselen van de muren beter zichtbaar zouden zijn. De laatste privé-eigenaar, Lord Richard Cavendish, droeg het terrein in 1923 aan de staat over, waarop in allerijl een grondige schoonmaak in gang werd gezet. Onderdelen die van na de periode dateerden waarin de abdij in gebruik was geweest, werden zorgvuldig verwijderd, en de stabiliteit van de ruïnes wordt sedertdien continu in het oog gehouden. In 2009 werden scheuren in de wanden van de kerk ontdekt; de reparatie hiervan duurt meerdere jaren, zodat in de tussentijd delen van de kerk niet voor het publiek toegankelijk zijn.
In 1982 werd het huidige bezoekerscentrum geopend op de site van een oud hotel dat in de Tweede Wereldoorlog grotendeels was vernield. Ten zuiden van de abdijterreinen bevindt zich tevens een oude molen uit de 16de eeuw, die tot een tearoom is omgebouwd.